# Soulèvement de mai à Dresde

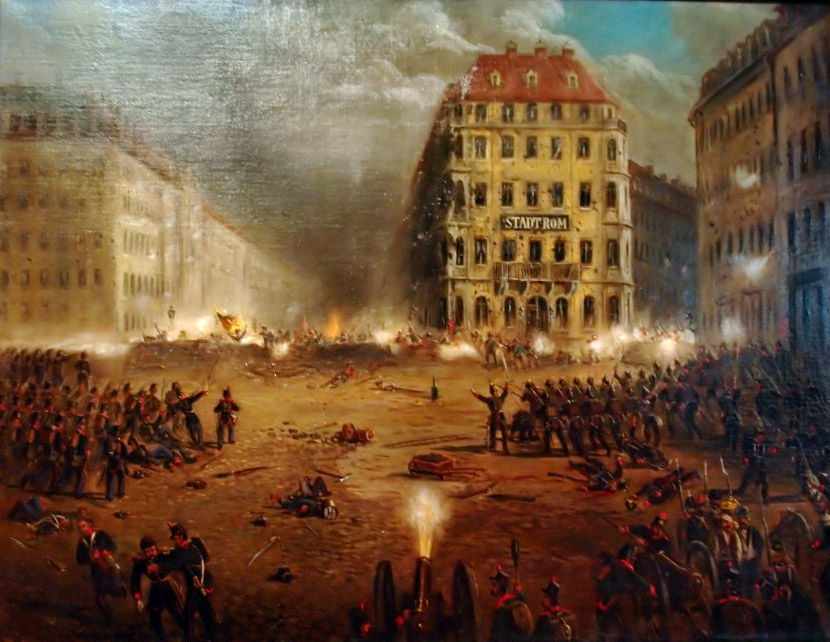
Attaque des barricades du Neumarkt (tableau du Stadtmuseum de Dresde)

Le Soulèvement de mai à Dresde  a eu lieu à Dresde (royaume de Saxe) en 1849. Il est un épisode faisant partie d'une série d'événements connus sous le nom de Printemps des peuples de 1848.

## Événements menant au soulèvement de mai

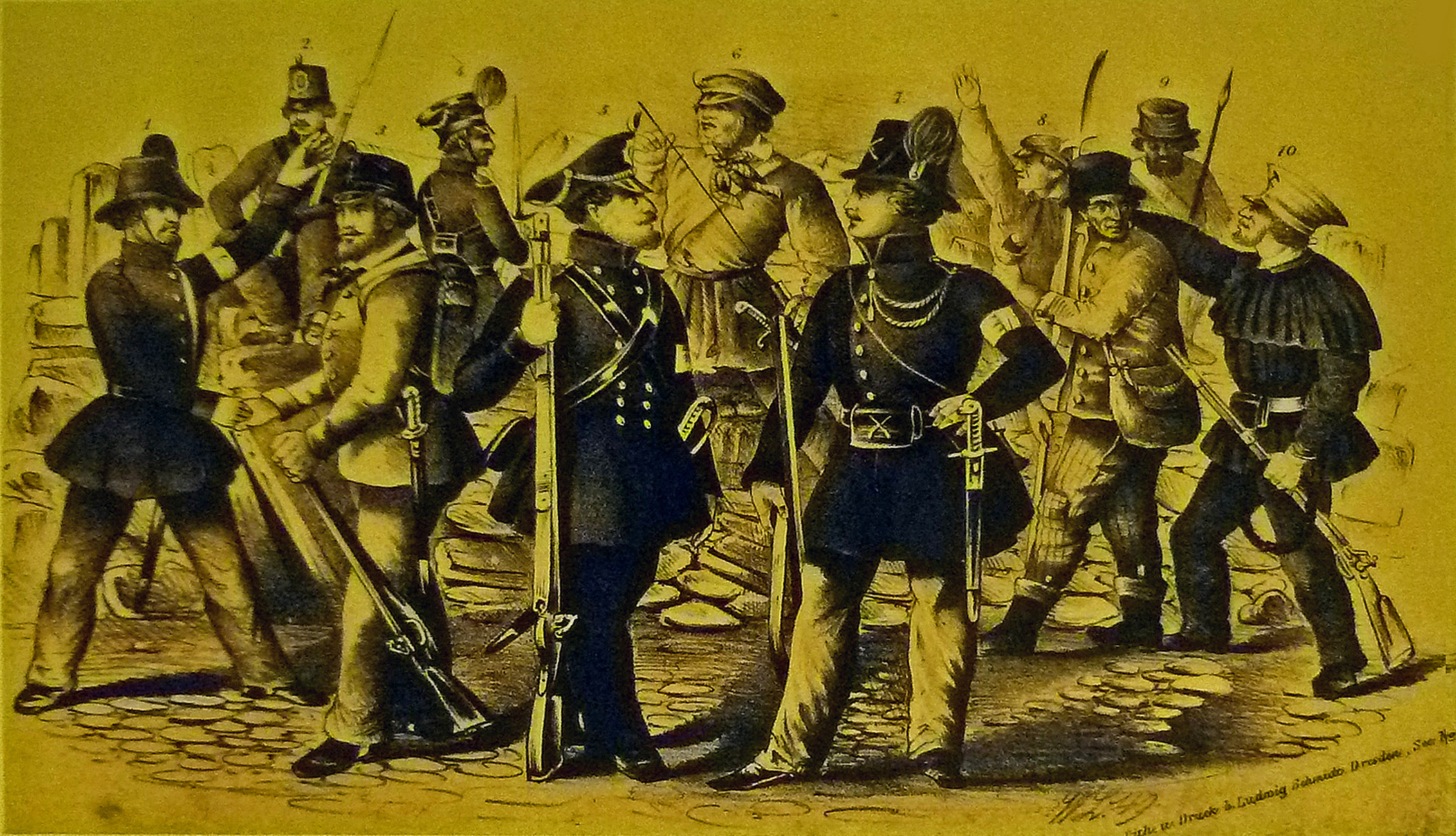
Combattants des barricades, 1849, Dresde

En Allemagne, la révolution avait commencé en mars 1848, démarrant à Berlin et se propageant à travers les autres états qui font maintenant partie de l'Allemagne. Le cœur des révolutions se situe à Francfort, où l'Assemblée nationale récemment constituée (dite aussi Parlement de Francfort) se réunissait dans l'église Saint-Paul à partir de mai 1848, en réclamant une monarchie constitutionnelle. Pour former l'Assemblée, les élections presque-démocratiques avaient eu lieu à travers les états allemands ; la majorité des membres étaient des démocrates de Saxe. Le 28 mars 1849, l'Assemblée a voté le premier Reichsverfassung (constitution) pour l'Allemagne, et en avril 1849, Frédéric-Guillaume IV de Prusse s'est vu offrir la couronne.
En dépit de ces progrès apparents, l'Assemblée nationale dépendait en fait de l'accord des anciens dirigeants et de l'empereur. Ceci est devenu très clair quand Frédéric-Guillaume IV a refusé la couronne dédaigneusement. Des mouvements ont surgi à travers les états allemands pour défendre la nouvelle constitution mais l'Assemblée nationale s'est dissoute. En Saxe, Frédéric-Auguste II n'avait jamais ratifié la constitution, et maintenant, il congédiait également le parlement de Saxe.
À Stuttgart, les éléments les plus radicaux de l'Assemblée nationale ont formé un parlement, qui a été dispersé par les troupes prussiennes. En même temps, les habitants de Saxe ont commencé à réagir devant la répression du mouvement démocratique. Le soulèvement de mai avait commencé.

## Le soulèvement
Au début les conseillers des villes de Saxe ont essayé de persuader leur roi d'accepter la constitution dans des discours publics. Les gardes municipaux au lieu de les contrôler, étaient à leur côté et contre le roi, en réclamant également l'acceptation de la constitution. Le roi est resté inflexible, et leur a demandé d'obéir. Ceci a renforcé la tension, et a obligé le roi à faire appel aux troupes prussiennes. Les troubles ont éclaté.

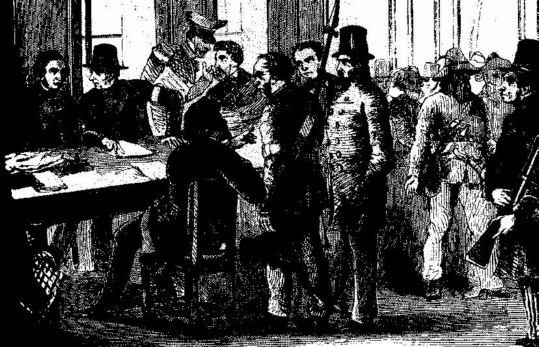
Le gouvernement provisoire de Dresde.

Le 3 mai 1849, les gardes municipales ont reçu l'ordre de se retirer, mais les conseillers de ville les ont organisés en unités défensives pour arrêter l'intervention prussienne prévue. Comme la colère des habitants se développait, le gouvernement s'est retiré dans le château et l'armurerie (Zeughaus), protégé par des troupes de Saxe. Les gardes municipales hésitaient à soutenir ou non le peuple, qui menaçait d'employer des explosifs pour obliger les dirigeants à sortir. En réponse, les troupes de Saxe ont ouvert le feu sur la foule. En quelques heures, la ville a été plongée dans le chaos. 108 barricades étaient érigées. Aux premières heures du 4 mai 1849, le roi et ses ministres sont parvenus à  s'échapper et à se réfugier dans la forteresse de Königstein.
Trois membres du parlement démocratique dissous étaient maintenant devenus les chefs de la révolution : Samuel Tzschirner, Karl Gotthelf Todt et Otto Heubner (en) qui ont formé un gouvernement provisoire. Leur but était de forcer l'acceptation de la constitution. Tzschirner a ordonné à un autre membre, Alexandre Heinze, d'organiser la lutte et de conduire des gardes communaux et des volontaires à l'extérieur de Dresde.
Les renforts qui ont rejoint les révolutionnaires, venaient d'aussi loin que Chemnitz, Zwickau et Marienberg, et la situation est devenue extrêmement violente. Les troupes de Saxe ont été également aidées par l'arrivée des soldats prussiens. Ils ont projeté encercler les rebelles et de les acculer sur l'Altmarkt (Vieux Marché), mais le nombre de barricades les a obligé à se battre pour chaque rue et même pour chaque maison.
Les études récentes évaluent le nombre de révolutionnaires à environ 3 000, comparé aux 5 000 hommes de troupe des gouvernements de Saxe et de Prusse. En plus d'être inférieurs en nombre, les rebelles étaient également non formés à se battre, étaient désorganisés et manquaient d'armes. Ils n'avaient donc aucune chance de succès. Le 9 mai, la majorité de rebelles (1 800) a été forcée de prendre la fuite. Presque tous ceux qui restaient, se sont rendus, et le reste a été poursuivi jusqu'à la Frauenkirche et arrêté.

## Figures de proue parmi les révolutionnaires

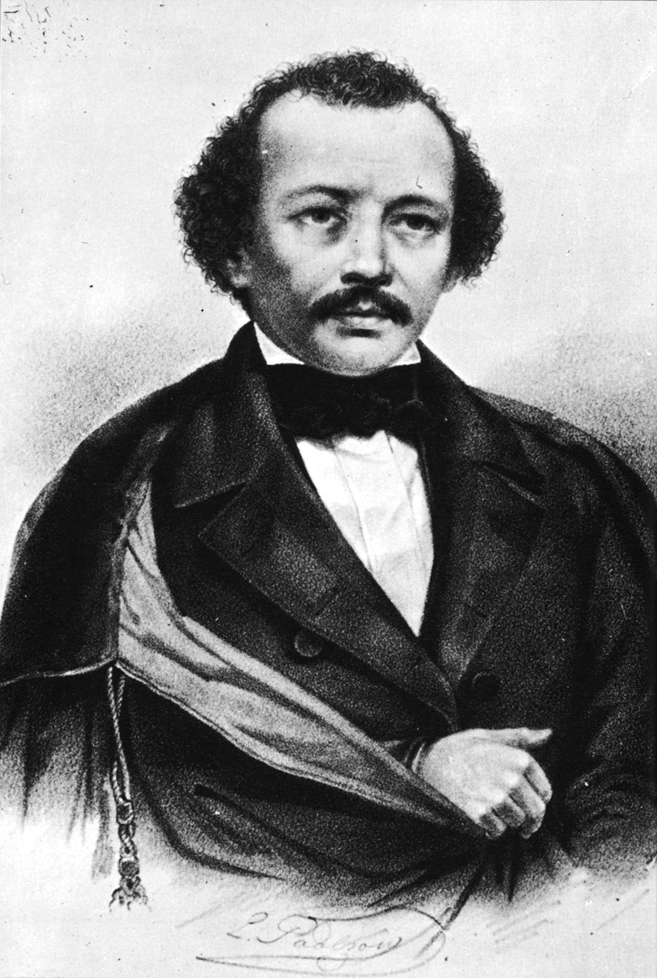
Mikhaïl Bakounine (Portrait de 1849)

Avant les événements de mai 1849, Dresde était déjà connue comme un centre ouvert aux libéraux et démocrates. Le journal anarchiste Dresdner Zeitung  était en partie édité par le directeur musical Karl August Röckel et contenait des articles de Mikhaïl Bakounine, qui était venu à Dresde en mars 1849. Le gouvernement de Saxe accusa plus tard Bakounine d'être le meneur des révolutionnaires, bien que ce soit peu probable. Röckel éditait également le journal démocratique populaire Volksblätter.
Le compositeur Richard Wagner, alors directeur à la cour royale de Saxe, avait été enthousiasmé par l'esprit révolutionnaire de 1848 et avait lié amitié avec Röckel et Bakounine. Il a écrit les articles passionnés dans le Volksblätter incitant les personnes à se révolter et à combattre. Il a pris une part très active dans le soulèvement, fabriquant des grenades à main et montant la garde en haut de la Frauenkirche.
L'architecte Gottfried Semper était jusqu'en 1849 moins actif politiquement, même s'il n'avait pas caché ses aspirations démocratiques. Au moment du soulèvement, il a joué un rôle de premier plan sur les barricades.
Ont également participé sur les barricades Pauline Wunderlich, Gustav Zeuner et Ludwig Wittig (éditeur en chef du Dresdner Zeitung). L'actrice et chanteuse Wilhelmine Schröder-Devrient a appuyé le soulèvement. Alexander Magnus Bautzmann (burgmeister de Dahlen) arme une milice privée depuis Oschatz mais arrive peu après la fin des combats. Il est néanmoins arrêté et emprisonné dans la forteresse de Königstein aux côtés de Mikhaïl Bakounine. Condamné à mort par le pouvoir royal, il est gracié par Frédéric-Auguste II au bout d'un an d'emprisonnement.

## Résultats du soulèvement
La lutte a laissé quelques bâtiments de Dresde en ruines : le vieil opéra, deux côtés de Zwinger et six maisons ont été brûlées vers le bas. Le nombre de rebelles morts est incertain mais en 1995 leur nombre a été estimé à environ 200. Il y aurait eu environ 400 à 500 rebelles blessés. 8 soldats prussiens et 23 soldats saxons ont trouvé la mort. D'autre part 94 soldats ont été blessés.
Le gouvernement de Saxon a arrêté Bakounine et Röckel dans Chemnitz, mais Tzschirner, Heubner et Todt se sont échappés. Semper et Wagner étaient sur la liste des fugitifs recherchés par le gouvernement, mais s'étaient également échappés, à Zurich, là où Wagner est resté. À partir de 1849 les États allemands ont vu une forte émigration. Des milliers de personnes ont abandonné leur patrie pour des raisons politiques, bon nombre d'entre elles étant des artistes, écrivains et intellectuels.
La révolution n'a eu qu'un léger effet sur le système politique, parce que la noblesse a perdu une partie de sa puissance à la Chambre, mais sinon elle a été un échec complet.